# Hyponephele brevistigma
Hyponephele brevistigma är en fjärilsart som beskrevs av Moore 1892/96. Hyponephele brevistigma ingår i släktet Hyponephele och familjen praktfjärilar. Inga underarter finns listade i Catalogue of Life.

## Bildgalleri

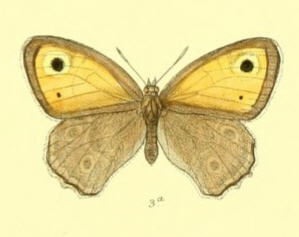